# Rana Hammir
Rana Hammir (zm. 1364) – pierwszy władca królestwa Mewar (obecnie w stanie Radżastan, Indie) z dynastii Sisodia, rządzący w latach 1326–1364.
Po zajęciu Ćitoru przez sułtana Delhi Ala ud-Din Chaldżi, Hammir wraz ze swoimi zwolennikami w 1326 roku zdobył fort Ćitor i rządził Mewarem do śmierci w 1364 roku. Późniejsi władcy Mewaru z dynastii Sisodia wywodzili swoje pochodzenie właśnie od niego.